# ثلج حبيبي

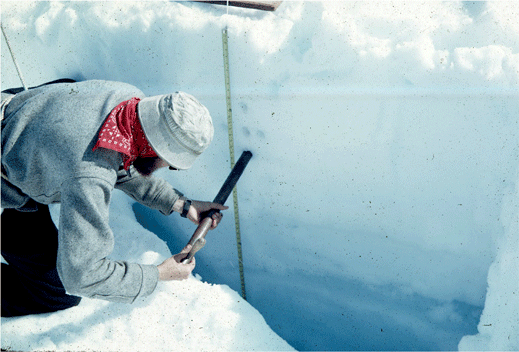
أخذ عينات سطح من المثلجة. هناك ثلج حبيبي كثيف على نحو متزايد بين الثلوج السطحية والجليد المثلجي الأزرق.

الثَلْج الحُبَيْبَي أو الدَّمِيك أو ثلج مُعَمِّر (بالإنجليزية: Firn)‏ أو الفيرن (من فيرن الألمانية السويسرية وتعني «في العام الماضي») هو ضغط جزئيا névé، وهو نوع من الثلوج التي تركت من المواسم الماضية، وتبلورت إلى مادة أكثر كثافة من الخشيف. هو الجليد الذي هو في مرحلة وسيطة بين الثلج والجليد المثلجي. وتسمى الرقعة التي يتراكم عليها الثلج الخشن المعمر حقل الجَمَد.